# Martin Trepel
Martin Trepel (* 1967 in München) ist ein deutscher Hämatologe und Onkologe und Direktor der II. Medizinischen Klinik sowie Direktor des Comprehensive Cancer Centers am Universitätsklinikum Augsburg.

## Leben
Trepel promovierte 1995 zum Thema Die morphologische Differenzierung monoaminerger Neurone in vitro: Einfluss von Hirnregion, Geschlecht und gonadalen Steroidhormonen an der Universität Ulm, 2004 folgte die Habilitation zum Thema Targeting zytoplasmatischer und membranständiger Proteine mit randomisierten Peptidbanken an der Albert-Ludwigs-Universität Freiburg. Danach war Trepel am Universitätsklinikum Hamburg-Eppendorf als Oberarzt und stellvertretender ärztlicher Direktor in der II. Medizinischen Klinik (Onkologie und Hämatologie) tätig. Er leitete dort von 2008 bis 2018 außerdem die wissenschaftliche Arbeitsgruppe „Rezeptortargeting“. Von 2009 bis 2014 war er Wissenschaftlicher und von 2012 bis 2014 zudem kommissarischer Medizinischer Direktor des Universitären Cancer Centers Hamburg (UCCH). Seit dem 1. Juli 2014 ist Trepel als Nachfolger von Günter Schlimok Direktor der II. Medizinischen Klinik des Klinikums bzw. Universitätsklinikums Augsburg inne, ist zugleich Direktor des Comprehensive Cancer Centers Augsburg und besetzt seit 2020 den Lehrstuhl für Innere Medizin mit dem Schwerpunkt Hämatologie und Onkologie an der Universität Augsburg. Er lebt in Augsburg.

## Wirken
Der wissenschaftliche Schwerpunkt der Arbeit Trepels liegt in der Identifikation von Rezeptorproteinen auf der Oberfläche der Zellmembran von Tumorzellen, die Ansatzpunkte für zielgenauere Therapien von Krebs und anderen Krankheiten bieten könnten. Klinische Schwerpunkte seiner Arbeit liegen bei Krebserkrankungen im Allgemeinen, besonders aber auch im Bereich der Weichgewebs- und Knochentumoren (Sarkome), der gastrointestinalen Tumoren, der Lymphome, der Leukämien und Brustkrebs.
Trepel ist Autor eines Lehrbuchs der Neuroanatomie, das 1995 in erster Auflage erschien und 2022 zum achten Mal aufgelegt wurde.
PubMed listet über 100 Publikationen mit seiner Autorenschaft.